# 斯蒂芬妮娅撞击坑
斯蒂芬妮娅（英語：Stefania）是金星北部赛德娜平原上的一个撞击坑，直径11公里（6.8英里），它是金星上较小的撞击坑之一，因为大部分小流星在通过金星稠密的大气层时都会解体，所以，金星上没有直径低于3公里（1.9英里）的陨石坑，甚至连直径在25公里（16英里）以下的陨石坑也相对稀少。喷射物分布情况表明，撞击体是以一个倾斜的角度撞击地表，经仔细观察可认定该撞击坑为二级撞坑，即由主撞击坑喷发的块状物撞击形成的次级陨坑。关联该类撞击坑及其它很多金星撞击坑的特征是雷达暗晕，由于雷达回波暗代表表面光滑，因此，这被假设为强烈的冲击波清除或粉碎了先前粗糙的地表材质，或者在碰撞发生期间或之后，被更细小的沉积物所覆盖。